# دانیل بریکر
دانیل بریکر (انگلیسی: Daniel Breaker؛ زادهٔ ۲ ژوئن ۱۹۸۰) بازیگر اهل ایالات متحده آمریکا است. وی از سال ۲۰۰۲ میلادی تاکنون مشغول فعالیت بوده‌است.